# The War with Grandpa
The War with Grandpa (bra: Em Guerra com o Vovô) é um filme de comédia dramática dirigido por Tim Hill, baseado no livro infantil de 1984  de mesmo nome de Robert Kimmel Smith.O filme é estrelado por Robert De Niro, Christopher Walken e Oakes Fegley.

## Sinopse
Peter é um jovem que, relutantemente, cede o seu quarto para o seu avô. Determinado a retomar o seu espaço, Peter arma diversos esquemas para afugentá-lo, mas o avô decide revidar.

## Elenco
- Robert De Niro como Ed, pai de Sally, avô de Peter e Mia, e sogro de Arthur.
- Oakes Fegley como Peter, neto de Ed, filho de Arthur e Sally, e irmão de Mia.
- Christopher Walken como Jerry, amigo de Ed e marido de Diane
- Uma Thurman como Sally
- Jane Seymour como Diane
- Rob Riggle como Arthur
- Laura Marano como Mia
- Cheech Marin como Danny

## Produção
O filme foi adaptado do livro de mesmo nome, escrito por Robert Kimmel Smith. Em 2013, Tre, filho de oito anos do produtor Marvin Peart, chamou a atenção de seu pai para o livro. Depois de adquirir os direitos, as gravações do filme começaram em 2 de maio de 2017, em Atlanta, Geórgia, onde foi filmado por seis semanas.

## Lançamento
The War with Grandpa foi inicialmente programado para ser lançado pela The Weinstein Company Dimension Films em 21 de abril de 2017, que foi posteriormente adiado para 20 de outubro de 2017, devido às principais mudanças no local das gravações. Em agosto de 2017, o filme foi novamente adiado, desta vez para 23 de fevereiro de 2018.
Em janeiro de 2018, menos de um mês antes de seu lançamento pretendido, o filme foi retirado do cronograma de lançamento. Em março de 2018, foi anunciado que a The Weinstein Company não distribuiria mais o filme, e seus direitos foram reclamados pelos produtores por $ 2,5 milhões. Em junho de 2020, a 101 Studios adquiriu os direitos de distribuição do filme e o definiu para um lançamento em 18 de setembro de 2020; mais tarde foi adiado para 9 de outubro. O estúdio gastou cerca de US $ 24 milhões promovendo o filme.
No Brasil, foi lançado nos cinemas em 20 de maio de 2021 pela Diamond Films. Posteriormente, foi lançado no Amazon Prime com o filme ainda em cartaz nos cinemas.

## Recepção
No agregador de resenhas Rotten Tomatoes, o filme tem uma taxa de aprovação de 30% com base em 111 resenhas, com uma classificação média de 4,4 / 10. O consenso dos críticos do site diz: "Muito engraçado, mas principalmente equivocado, The War with Grandpa vai deixar o público com um punhado de risos - e um monte de perguntas sobre o que esse elenco talentoso estava pensando." No Metacritic, tem uma pontuação média ponderada de 34 de 100, com base em 23 críticos, indicando "críticas geralmente desfavoráveis." O público entrevistado pela CinemaScore deu ao filme uma nota média de "B +" em uma escala de A + a F.

## Sequência
Em novembro de 2020, o produtor Marvin Peart anunciou suas intenções para uma sequência, intitulada The World War with Grandpa.